# Jamie Gillis
Jamie Gillis, ursprungligen James Ira Gurman, född 20 april 1943 i New York i New York, död 19 februari 2010 i New York i New York, var en amerikansk porrskådespelare och regissör. Han spelade den manliga huvudrollen Dr. Seymour Love i Radley Metzgers porno chic-klassiker The Opening of Misty Beethoven (1976). Han hade även en mindre roll i Hollywoodfilmen Nighthawks (1981).